# Acanthastrea bowerbanki
Acanthastrea bowerbanki е вид корал от семейство Mussidae. Видът е световно застрашен, със статут Уязвим.

## Разпространение
Разпространен е в Австралия, Вануату, Виетнам, Индонезия, Камбоджа, Кирибати, Малайзия, Маршалови острови, Микронезия, Науру, Нова Каледония, Остров Норфолк, Палау, Папуа Нова Гвинея, Провинции в КНР, Сингапур, Соломонови острови, Тайван, Тайланд, Тувалу, Уолис и Футуна, Фиджи, Филипини и Япония.